# عربيهات (حسيني)
عربيهات (بالفارسية: اربیحات) هي قرية تقع في إيران في قسم حسيني الريفي. يقدر عدد سكانها بـ 164 نسمة بحسب إحصاء 2016.